# 広島市立尾長小学校
広島市立尾長小学校（ひろしましりつ おながしょうがっこう）は、広島県広島市東区山根町にある公立小学校である。

## 沿革
1917年（大正6年）8月、現在の広島市立荒神町小学校から分離されて開校する。1921年（大正10年）10月には高等小学校が併設される。1935年（昭和10年）10月には校歌が制定される。1941年（昭和16年）4月、広島市尾長国民学校と改称された。1944年（昭和19年）12月、比婆郡小奴可村、八鉾村（現・庄原市）に集団疎開する。1945年（昭和20年）8月の原子爆弾により校舎が全焼するも、9月には2学期の授業が再開された。1947年（昭和22年）4月、広島市立尾長小学校に改称される。1948年10月には新校舎が落成した。

## 校歌
作詞は鈴木敏也、作曲は山本寿が担当した。